# Sjoestedtacris buningoniae
Sjoestedtacris buningoniae är en insektsart som beskrevs av Baehr 1992. Sjoestedtacris buningoniae ingår i släktet Sjoestedtacris och familjen gräshoppor. Inga underarter finns listade i Catalogue of Life.